# Epischidia
Epischidia is een geslacht van vlinders van de familie snuitmotten (Pyralidae), uit de onderfamilie Phycitinae.

## Soorten
- E. caesariella Hampson, 1901
- E. fulvostrigella (Eversmann, 1844)
- E. hampsonella Lucas, 1909